# Oreo muncoonie
Oreo muncoonie är en spindelart som beskrevs av Norman I. Platnick 2002. Oreo muncoonie ingår i släktet Oreo och familjen Gallieniellidae.
Artens utbredningsområde är Queensland. Inga underarter finns listade i Catalogue of Life.